# Sergio Mierzejewski Lafferte
Sergio Alonso Mierzejewski Lafferte es un ingeniero y funcionario chileno, que entre octubre de 2020 y marzo de 2022 se desempeñó como director nacional del Servicio de Registro Civil e Identificación de su país, bajo el segundo gobierno de Sebastián Piñera.

## Estudios y carrera profesional
Realizó sus estudios superiores en la carrera de ingeniería en información y control de gestión en la Universidad de Chile, y luego cursó un magíster en administración de empresas en la Universidad Adolfo Ibáñez.
Comenzó su actividad profesional en el sector privado, desempeñándose como gerente de operaciones y tecnologíaen diversas instituciones.  Durante el segundo gobierno del presidente Sebastián Piñera se incorporó al sector público, asumiendo el 21 de noviembre de 2018 como subdirector de Estudios y Desarrollo del Servicio de Registro Civil e Identificación (SRCEI), en calidad de subrogante.
De la misma manera, el 16 de octubre de 2020 se produjo la remoción de Jorge Álvarez Vásquez de la dirección nacional del organismo, siendo nombrado en su reemplazo como subrogante, y el 11 de junio de 2021 tras el respectivo concurso de Alta Dirección Pública (ADP), fue confirmado en el puesto como titular por el ministro de Justicia y Derechos Humanos, Hernán Larraín. Bajo su gestión en el cargo, fue presentada una querella en su contra por parte de Bruno Opazo, quien fuera jefe de Desarrollo Informático del ente estatal —entre 2007 y 2013—, por "favorecer" a la empresa china Aisino en una millonaria licitación del sistema de identificación en la elaboración de cédulas y pasaportes. El 22 de marzo de 2022, a una semana del inicio del gobierno de Gabriel Boric, presentó su renuncia a esa función gubernamental.